# Royal Hospital Chelsea
El Hospital Royal Chelsea (en español: Hospital Real de Chelsea) es una casa de retiro y residencia de personas mayores para unos 300 veteranos del Ejército Británico. Fundado como una casa de beneficencia, el antiguo sentido de la palabra "hospital", está ubicado en una parcela de 66 acres (26,7 ha) sitio ubicado en el londinense barrio de Chelsea. Es una organización benéfica independiente y depende en parte de las donaciones para cubrir los costos de funcionamiento para brindar atención y alojamiento a los veteranos.
Los residentes son conocidos como Chelsea Pensioners. Cualquier hombre o mujer que tenga más de 65 años y haya servido como soldado regular puede solicitar convertirse en residente, si se encuentra en un momento de necesidad y es "de buen carácter". Sin embargo, no deben tener un cónyuge o familia dependiente, y los ex oficiales deben haber servido al menos 12 años en las filas antes de recibir una comisión.
Los jardines del Hospital Real están inscritos en el Grado II del Registro de Parques y Jardines Históricos.

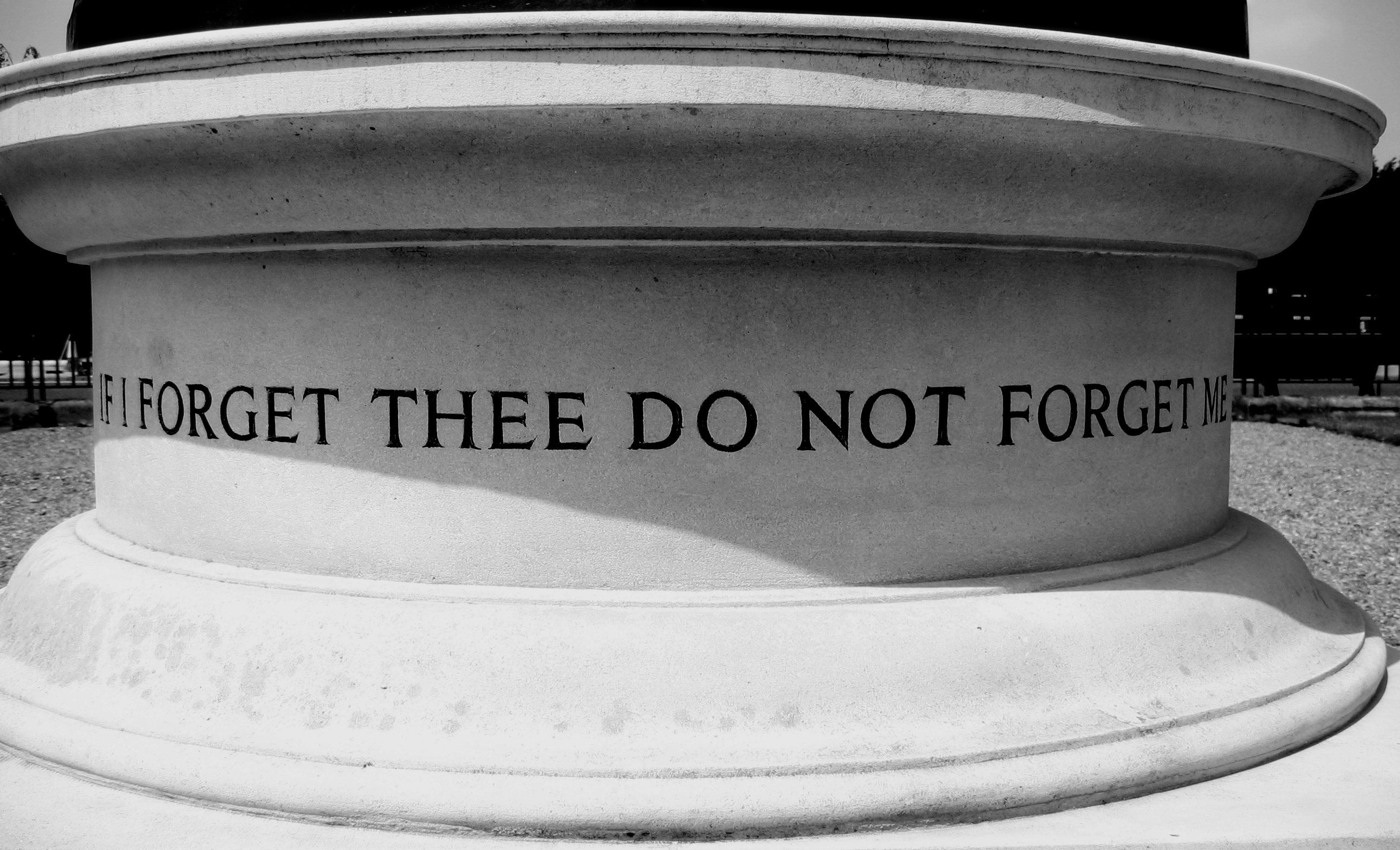
Una inscripción en la estatua de un pensionista fuera del hospital

## Historia

El Royal Hospital en el plano de Stanford del centro de Londres 1897

El rey Carlos II fundó el Royal Hospital en 1682 como retiro para los veteranos. La provisión de un albergue en lugar del pago de pensiones se inspiró en Les Invalides de París. La parcela del Royal Hospital era un área del barrio de Chelsea que albergaba un edificio incompleto, el "Chelsea College", un colegio teológico que James I fundó en 1609.

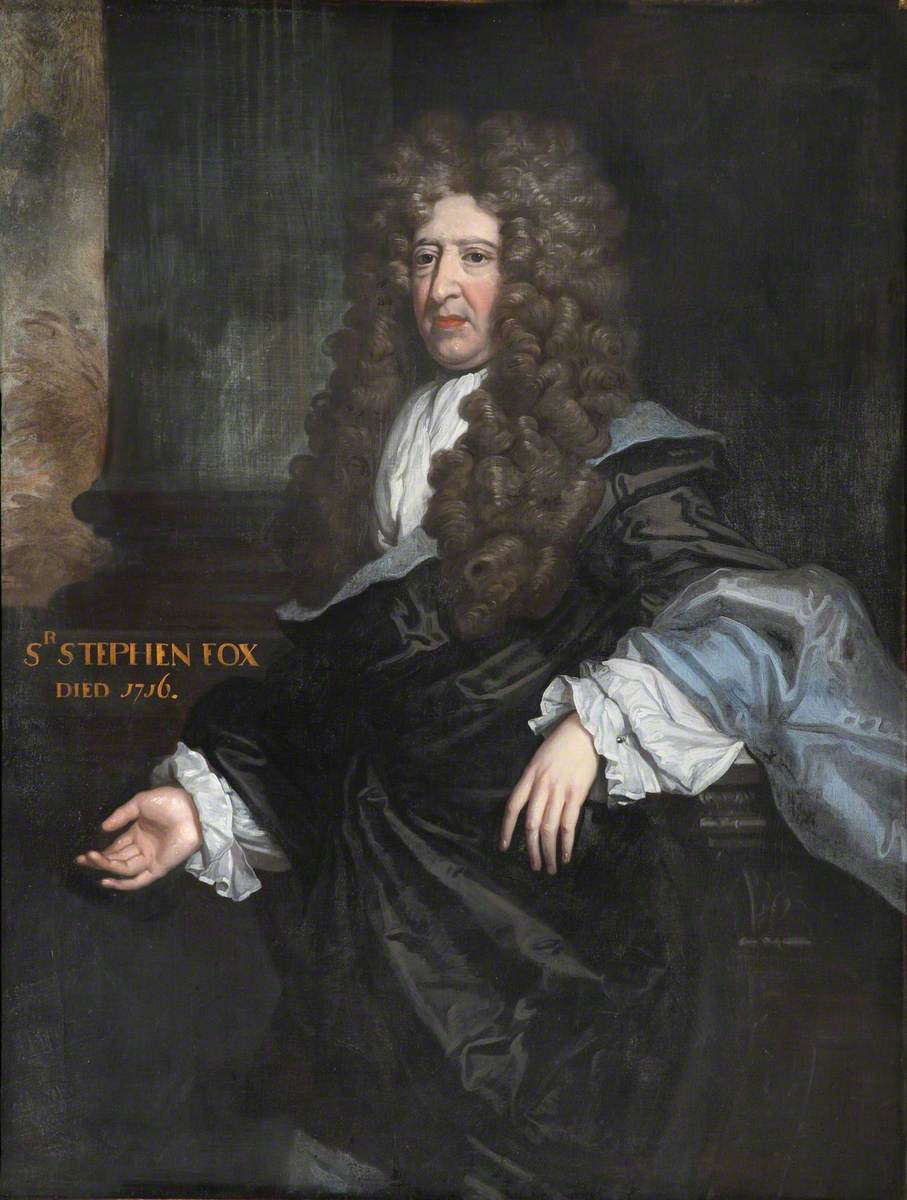
Sir Stephen Fox (1627–1716), la inspiración detrás de la fundación del Hospital y un generoso benefactor. Retrato de John James Baker, colección del Royal Hospital Chelsea

El precursor de la fundación fue el establecimiento en 1677 de pensiones para "Oficiales reformados (es decir, oficiales de regimientos disueltos) y soldados mutilados". La principal fuerza inspiradora detrás de la fundación del Hospital fue Sir Stephen Fox (1627-1716), Pagador de las Fuerzas y un administrador real de la confianza del Rey, y en 1681 Fox y el rey iniciaron planes para un hospital permanente para soldados discapacitados. La patente real se emitió el 22 de diciembre de 1681 notificando la intención del rey de construir "un hospital para el alivio de los soldados de tierra que son o serán viejos, cojos o enfermos al servicio de la corona". A tal efecto, nombró "Receptor General y Tesorero de los fondos recaudados para la construcción y el mantenimiento del hospital" a Nicholas Johnson (muerto en 1682), cuñado de Fox y sucesor como pagador de la financiación. El cargo de "Receptor o Pagador y Tesorero" estuvo en manos de todos los Pagadores posteriores de la financiación hasta que este último cargo fue abolido en 1836. El propio Fox, el "plebeyo más rico de los tres reinos", donó 13.000 libras esterlinas para el nuevo hospital.
El Royal Hospital abrió sus puertas a los Chelsea Pensioners en 1692 para "el alivio y socorro" de los veteranos. Algunos de los primeros soldados admitidos incluyeron a los heridos en la Batalla de Sedgemoor. Wren amplió su diseño original para agregar dos cuadriláteros adicionales al este y al oeste de la cancha central; estos se conocían respectivamente como "Light Horse Court" y "College Court". Debido a la mala gestión de Lord Ranelagh, el tesorero del hospital, el edificio no se completó hasta 1692.

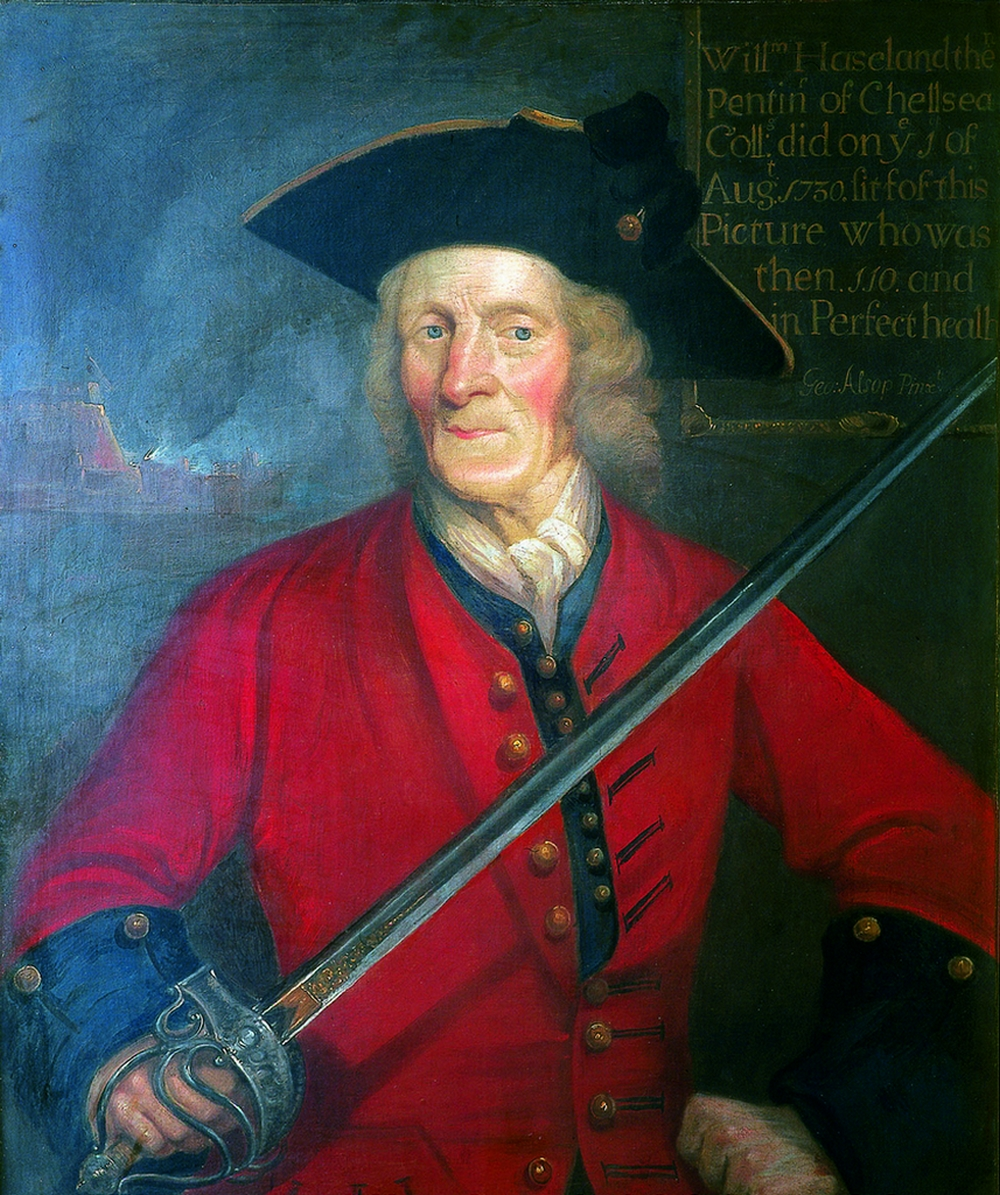
Sargento William Hiseland, [1620-1732] un caballero de la guerra civil inglesa y uno de los primeros jubilados en ser admitido en el Royal Hospital de Londres.

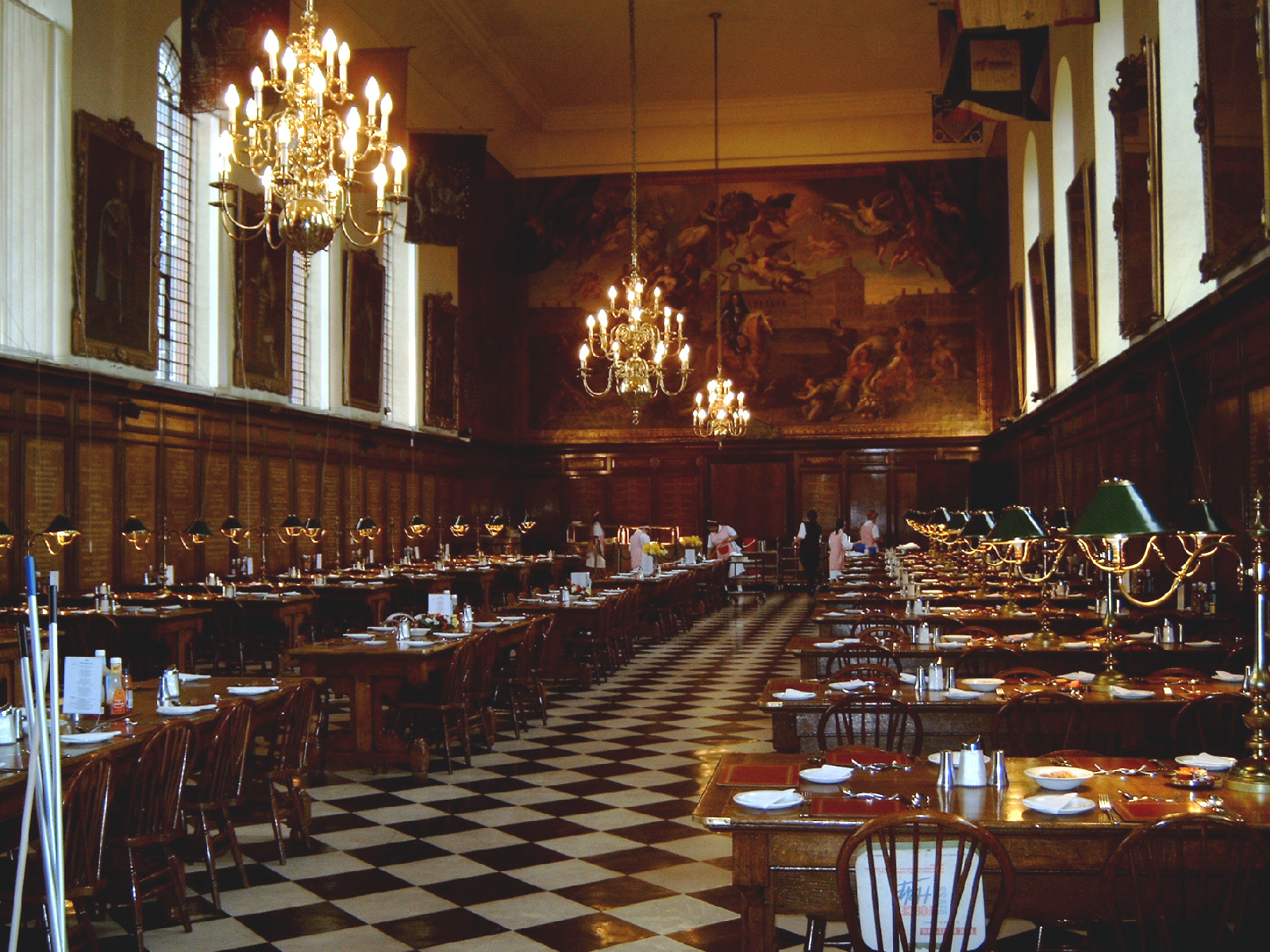
El gran salón

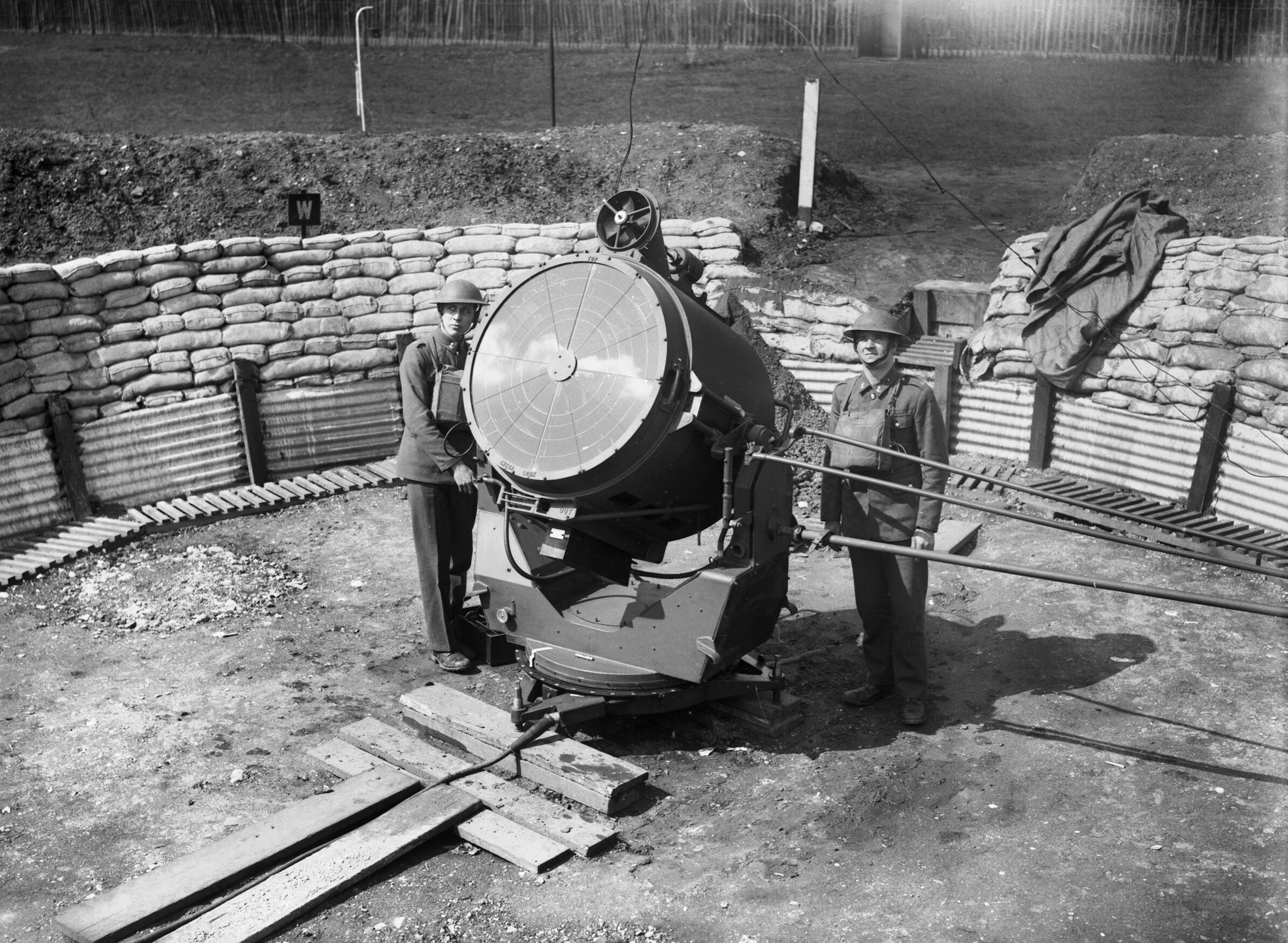
Un reflector antiaéreo y tripulación el 17 de abril de 1940

Sir John Soane, quien fue el arquitecto encargado del proyecto y dirección de las obras a principios del siglo XIX, diseñó y construyó un nuevo edificio de enfermería que estaba ubicado al oeste del edificio principal en el sitio del actual Museo del Ejército Nacional y fue destruido por bombardeos durante la Segunda Guerra Mundial. Fue reemplazado por una enfermería moderna que estaba ubicada al este del edificio principal y fue inaugurada por la Reina Isabel, la Reina Madre, en 1961.
La enfermería de la década de 1960 fue demolida para dar paso a la enfermería Margaret Thatcher, que fue diseñada por Sir Quinlan Terry y se completó en 2008, proporcionando un hogar de cuidados de última generación.

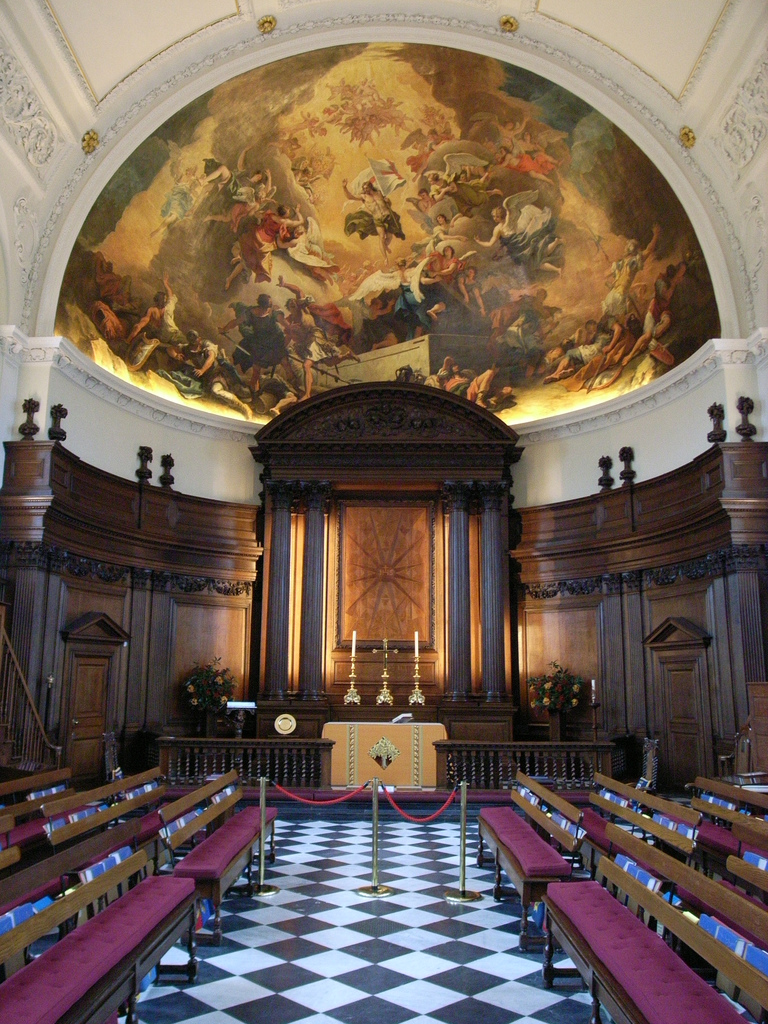
La capilla, Royal Hospital Chelsea (1681-1691), de Christopher Wren

En 2002, la maza de ceremonia del soberano se presentó en el hospital – hasta ese momento, el hospital no había tenido colores ni distintivos– La maza de ceremonia ahora se lleva en todos los eventos ceremoniales en el Hospital. La maza fue diseñada por Charles Webb y Aubrey Bowden y fue fabricada por el maestro orfebre Norman Bassant. El cuenco de la maza está decorado con bellotas y está coronado por la corona de San Eduardo.
En marzo de 2009, ingresaron como pensionistas las primeras mujeres en los 317 años de historia del Hospital. Winifred Phillips y Dorothy Hughes fueron las primeras. Phillips se formó como enfermera y luego se unió al Servicio Territorial Auxiliar en 1948 antes de alistarse en el Cuerpo Real del Ejército de Mujeres en 1949 mientras prestaba servicio en Egipto. Después de 22 años de servicio se retiró con el rango de Suboficial Clase 2. Hughes se había unido al ejército británico en 1941 a los 18 años y luego trabajó como parte de la 450 Heavy Anti Aircraft Battery en la División de Londres. En 1945, la batería se desplegó cerca de Dover para defenderse de los ataques con bombas voladoras V1. Se retiró con el grado de Sargento.

### Uniformes
Los pensionistas de Chelsea tienen derecho a entrar y salir del Royal Hospital cuando lo deseen, y se les permite usar ropa de civil cuando salen fuera del recinto. Sin embargo, dentro del hospital y en los alrededores, se recomienda a los jubilados que usen un uniforme azul (conocido cariñosamente como "azul"). Si salen fuera del Royal Hospital, deben usar los distintivos abrigos escarlata en lugar del uniforme azul. Los abrigos escarlata también se usan para ocasiones ceremoniales, acompañados de sombreros tricornios. (En otras ocasiones se usa un shako puntiagudo).
En el uniforme, los jubilados lucen sus cintas de medallas y las insignias de rango que alcanzaron durante el servicio militar. También pueden usar otras insignias que ganaron durante su servicio y muchos jubilados ahora llevan los distintivos de las alas de salto en paracaídas e incluso alas de salto SAS. Contrariamente a la creencia popular, no es ilegal hacerse pasar por un jubilado de Chelsea; el mito data probablemente de una sentencia, derogada por la Ley de Estatutos (Derogatorias) de 2008, sobre el fraude de cobrar una pensión no cotizada.
Existe la leyenda de que Nell Gwynne, la amante de Carlos II, sugirió abrigos rojos para los Chelsea Pensioners porque recordaba que los pensionistas del Hospital Coningsby en Hereford (su ciudad natal) llevaban abrigos del mismo color.

### Día de los fundadores
El Día del Fundador del Royal Hospital se celebra el 29 de mayo de cada año, el nacimiento de Carlos II, y la fecha de su restauración como Rey en 1660. También se conoce como el Día de la Manzana del Roble, ya que conmemora la huida del futuro Rey tras su derrota en la Batalla de Worcester en 1651, cuando se escondió en el Royal Oak para evitar ser capturado por las fuerzas parlamentarias. En el día del fundador, los pensionados del Royal Hospital son revisados por un miembro de la familia real británica.

### Estatua del rey Carlos II

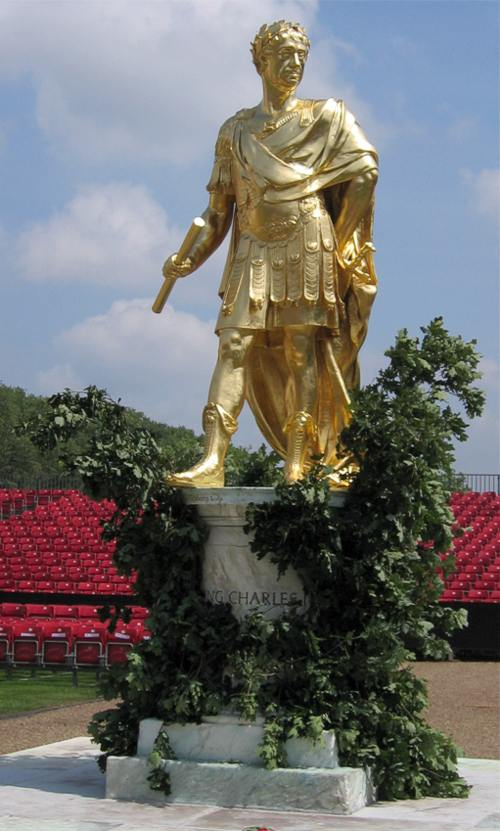
Una estatua del rey Carlos II en el Tribunal de figuras del Royal Hospital Chelsea.

La estatua de 7' 6" (229 cm) del rey Carlos II que se encuentra en el patio central (el patio de esculturas) del hospital fue fundida en aleación de cobre por Grinling Gibbons; originalmente estaba dorado pero fue bronceado en 1787. En 2002, la estatua se volvió a dorar para celebrar las bodas de Oro de la reina Isabel II.

### Capilla
La capilla del Hospital fue diseñada por Sir Christopher Wren y es un excelente y raro ejemplo de edificio eclesiástico de Wren: se eleva 42 pies (12,8 m) de altura y se completó en 1687. La capilla contiene una bella pintura de la resurrección en la media cúpula del ábside, pintada por Sebastiano Ricci y su sobrino Marco (quien ayudó con la pintura en el Hospital Real) y data del final del reinado de la Reina Ana, La Capilla fue consagrada en agosto de 1691 y anteriormente los servicios se realizaban dos veces al día. Hoy en día los servicios se limitan a los domingos por la mañana y ocasiones militares especiales.

### Gran salón
El gran salón también fue diseñado por Sir Christopher Wren y originalmente fue pensado como un comedor, amueblado con 16 mesas, una para cada sala rectangular original. Contiene una gran pintura mural de alrededor de 1690, que representa al rey Carlos II a caballo siendo coronado por la figura alada de la Victoria, con los edificios del Royal Hospital detrás.
Justo antes de 1800, los jubilados comenzaron a cenar en las salas y el salón se utilizó luego con fines recreativos. Fue aquí donde el duque de Wellington yacía en 1852 y la mesa sobre la que descansaba su ataúd está justo dentro de la entrada. El salón volvió a su uso original como comedor en 1955.

### Apartamentos estatales
El techo moldeado que muestra la figura de Jacobo de Inglaterra es de John Grove, el revestimiento de madera es de William Cleere y la fina talla de madera de tilo sobre la chimenea es de William Emmett. La sala se completó entre 1685 y 1688. Se techó por completo en 1685, días antes de la muerte de Carlos II. Dentro de los apartamentos de estado también hay una Antecámara. Tanto la Sala del Consejo como la Antecámara se pueden alquilar para eventos privados y bodas.

### Enfermería Margaret Thatcher

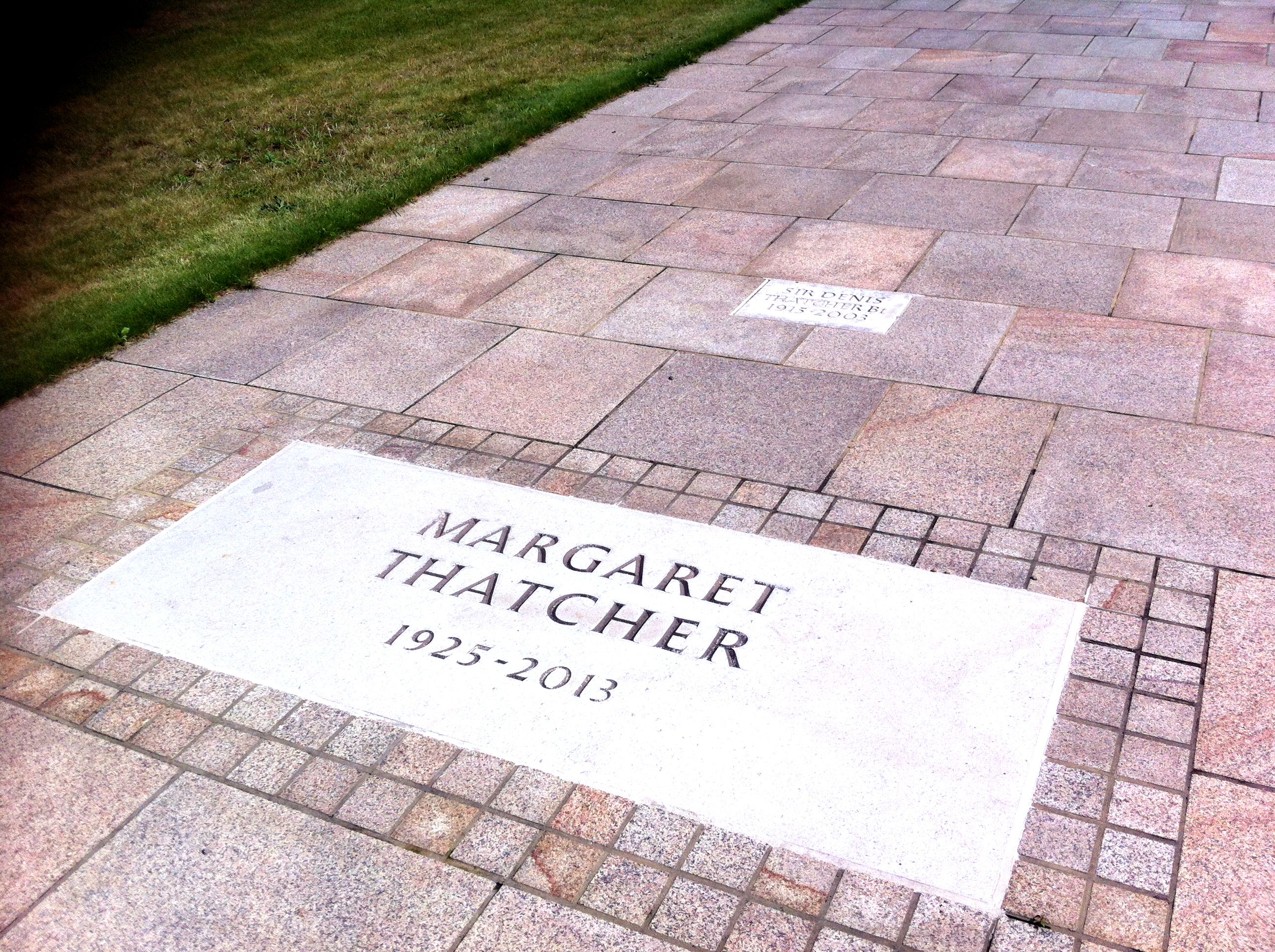
Las tumbas de Margaret y Denis Thatcher, cuyas cenizas fueron enterradas en la enfermería en 2013 y 2003 respectivamente

La enfermería Margaret Thatcher (MTI) alberga a unos 100 pensionistas de Chelsea. Inaugurado en 2009 por el Rey Carlos III cuando todavía era Príncipe de Gales, es un edificio de cuidados de última generación que ofrece servicios de enfermería y un médico de cabecera. La matrona está a cargo de la enfermería y cuenta con un equipo que incluye enfermeras, terapeutas y personal de atención. El MTI cuenta con un gimnasio y una piscina de hidroterapia para uso de los pensionados. Dispone de una gama de actividades a las que pueden asistir los jubilados, desde clases de cerámica hasta recitales de poesía. La enfermería recibió el premio Quality Hallmark Award en Beacon Status (el nivel más alto posible) del National Gold Standards Framework Center en End of Life Care en 2015.

### Ceremonias
La ceremonia anual de los quesos navideños se basa en una tradición de 300 años que comenzó en 1692, cuando el Royal Hospital Chelsea le pidió a un quesero local que proporcionara queso a los jubilados para pasar el período festivo. El Consejo de Productos Lácteos está ahora en su 56.º año de organizar una ceremonia especial en el Hospital, donde se presentan a los residentes donaciones de queseros de todo el país. Un jubilado de Chelsea corta el queso ceremonial con una espada y el queso se distribuye entre los jubilados durante el período navideño.
Otra tradición anual en el Royal Hospital es la ceremonia del pastel de Navidad, que comenzó en 1949. Es un símbolo de la amistad duradera entre el Reino Unido y Australia y toma la forma de un pastel de Navidad que la liga australiana de servicios y retornados presenta al Hospital, y cada estado australiano se turna año tras año. De nuevo, un pensionista del Royal Hospital corta la tarta con una espada.

## Apertura al público y eventos
El museo del hospital cuenta la historia y la vida del Royal Hospital y sus pensionados, junto con exhibiciones de artefactos, documentos, medallas, insignias de gorras y uniformes. Las adquisiciones recientes incluyen la maza del soberano y la silla de desfile. Una gran diorama representa el Hospital Real y los Jardines de Ranelagh tal como aparecieron en 1742. Se pueden reservar con anticipación recorridos diarios a pie por el hospital y el museo, guiados por los propios jubilados de Chelsea.
Los South Grounds del Royal Hospital también se utilizan para eventos públicos a gran escala, incluido el mundialmente famoso Chelsea Flower Show, organizado por la Royal Horticultural Society. El espectáculo se lleva a cabo en los terrenos desde 1913 y atrae a alrededor de 165.000 visitantes.

### Cañón de Singora

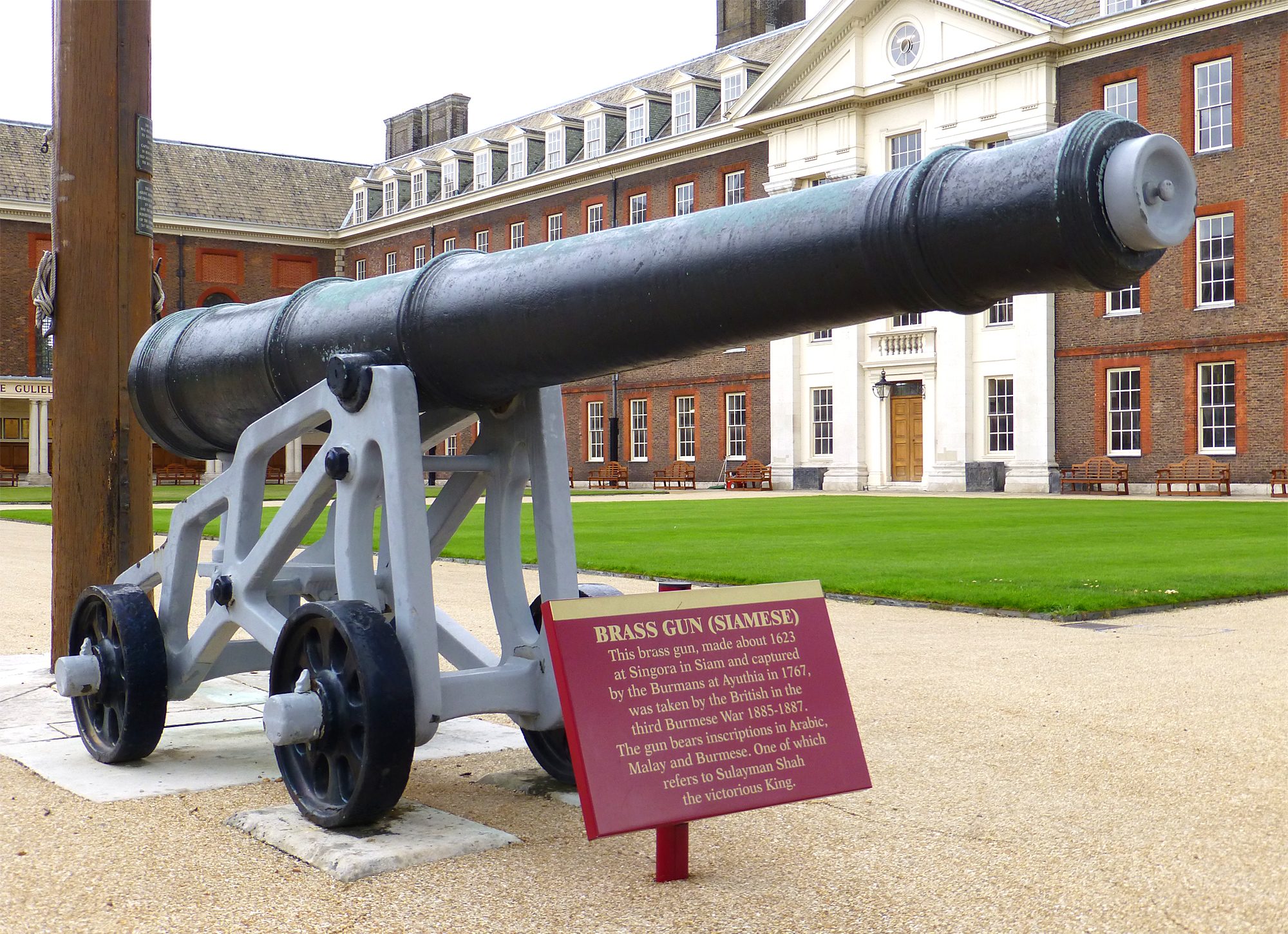
El cañón de Singora junto al asta de la bandera en el recinto del Patio de Figuras

En un lugar destacado, junto al asta de la bandera, se encuentra un cañón de Singora que lleva el sello del sultán Sulaiman Shah. El cañón se fabricó en Singora alrededor de 1623, capturado del Sultanato de Singora por los siameses en 1680, tomado de los siameses por los birmanos en la guerra birmano-siamesa de 1765-1767 y transportado a Birmania. En la tercera guerra anglo-birmana (1885-1887), los británicos tomaron el cañón y lo enviaron de regreso a Inglaterra.

## Organización
El hospital mantiene una "cultura de base militar que valora el compañerismo". Los pensionados están formados en tres compañías, cada una encabezada por un Capitán de Inválidos (un ex-oficial del Ejército responsable del 'bienestar, gestión y administración del día a día' de los pensionados a su cargo).
También hay un secretario que tradicionalmente era responsable de pagar las pensiones del Ejército, pero hoy se encarga del presupuesto anual, del personal, los edificios y los terrenos. Otro personal superior incluye al médico y cirujano, la matrona, el intendente, el capellán y el ayudante.
Una junta de comisionados ha gobernado el Royal Hospital desde 1702. El presidente ex officio de la junta es HM Paymaster General (cuyo predecesor, Sir Stephen Fox, jugó un papel decisivo en la fundación del Hospital en el siglo XVII). El propósito de la junta es 'guiar el desarrollo de The Royal Hospital, asegurando el cuidado y el bienestar de los pensionados de Chelsea que viven allí y salvaguardando los edificios y terrenos históricos, que posee en fideicomiso'.
Royal Hospital también está bajo la tutela del Consejo de Kensington y Chelsea. La población en el censo de 2011 era 7.252.

### Lista de gobernadores

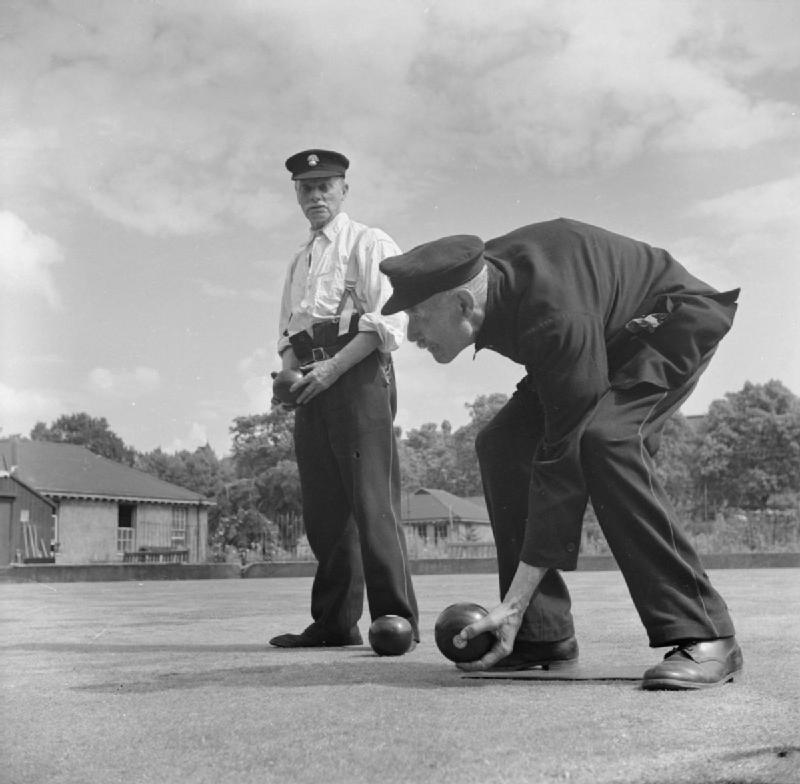
Los pensionistas de Chelsea disfrutan de un juego de bolos en los terrenos del Royal Hospital Chelsea, 1945

La siguiente es una lista de las personas que se han ejercido de Gobernador:

- General de brigada Thomas Stanwix 1714–1720
- Teniente general Charles Churchill 1720–1722
- Teniente general William Evans 1722–1740
- Mariscal de campo Sir Robert Rich, cuarto baronet 1740–1768
- Mariscal de campo Sir George Howard KB PC 1768–1795
- Mariscal de campo El marqués Townshend PC 1795–1796
- General Sir William Fawcett KCB 1796–1804
- General Sir David Dundas GCB 1804–1820
- Mariscal de campo Sir Samuel Hulse GCH 1820–1837
- General Sir Edward Paget GCB 1837–1849
- General Sir George Anson GCB 1849
- General Sir Colin Halkett GCB GCH 1849–1856
- Mariscal de campo Sir Edward Blakeney GCB GCH PC 1856-1868
- Mariscal de campo Sir Alexander Woodford KCB KCMG 1868-1870
- General Sir John Pennefather GCB 1870–1872
- Teniente General Sir Sydney Cotton GCB 1872–1874
- Mariscal de campo Sir Patrick Grant GCB GCMG 1874–1895
- Mariscal de campo Sir Donald Stewart, primer baronet GCB GCSI CIE 1895–1900
- Mariscal de campo Sir Henry Norman GCB GCMG CIE 1901–1904
- Mariscal de campo Sir George White VC GCB OM GCSI GCMG GCIE GCVO 1905-1912
- General Sir Neville Lyttelton GCB GCVO PC 1912-1931
- General Sir Walter Braithwaite GCB 1931-1938
- General Sir Harry Knox KCB DSO 1938-1943
- General Sir Clive Liddell KCB CMG CBE DSO 1943-1949
- General Sir Bernard Paget GCB MC 1949-1956
- General Sir Cameron Nicholson GCB KBE DSO* MC* 1956–1961
- General Sir Frank Simpson GBE KCB DSO 1961-1969
- General Sir Charles Jones GCB CBE MC 1969-1975
- General Sir Anthony Read GCB CBE DSO MC 1975-1981
- General Sir Robert Ford GCB CBE 1981-1987
- General Sir Roland Guy GCB CBE DSO 1987–1993
- General Sir Brian Kenny GCB EBC 1993–1999
- General Sir Jeremy Mackenzie GCB OBE Licencia de conducir 1999–2006
- General El Señor Caminante de Aldringham GCB CMG CBE Licencia de conducir 2006–2011
- General Sir Redmond Watt KCB KCVO CBE 2011–2018
- General Sir Adrián Bradshaw KCB OBE 2018-presente